# Hector Petit
Hector Petit était un pilote de rallye français.

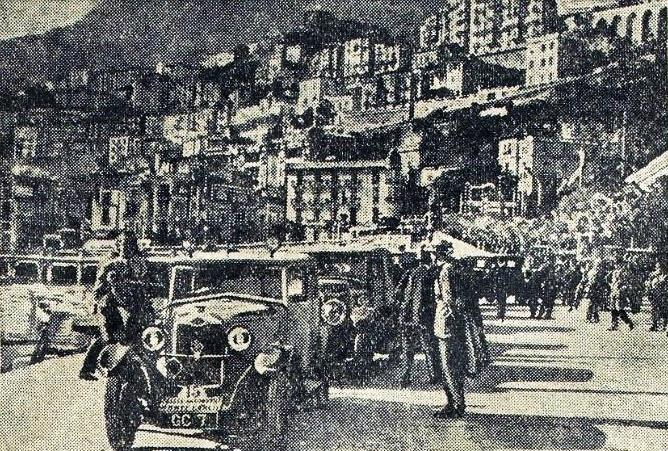
Le défilé des concurrents du rallye Monte Carlo 1930, à Monaco.

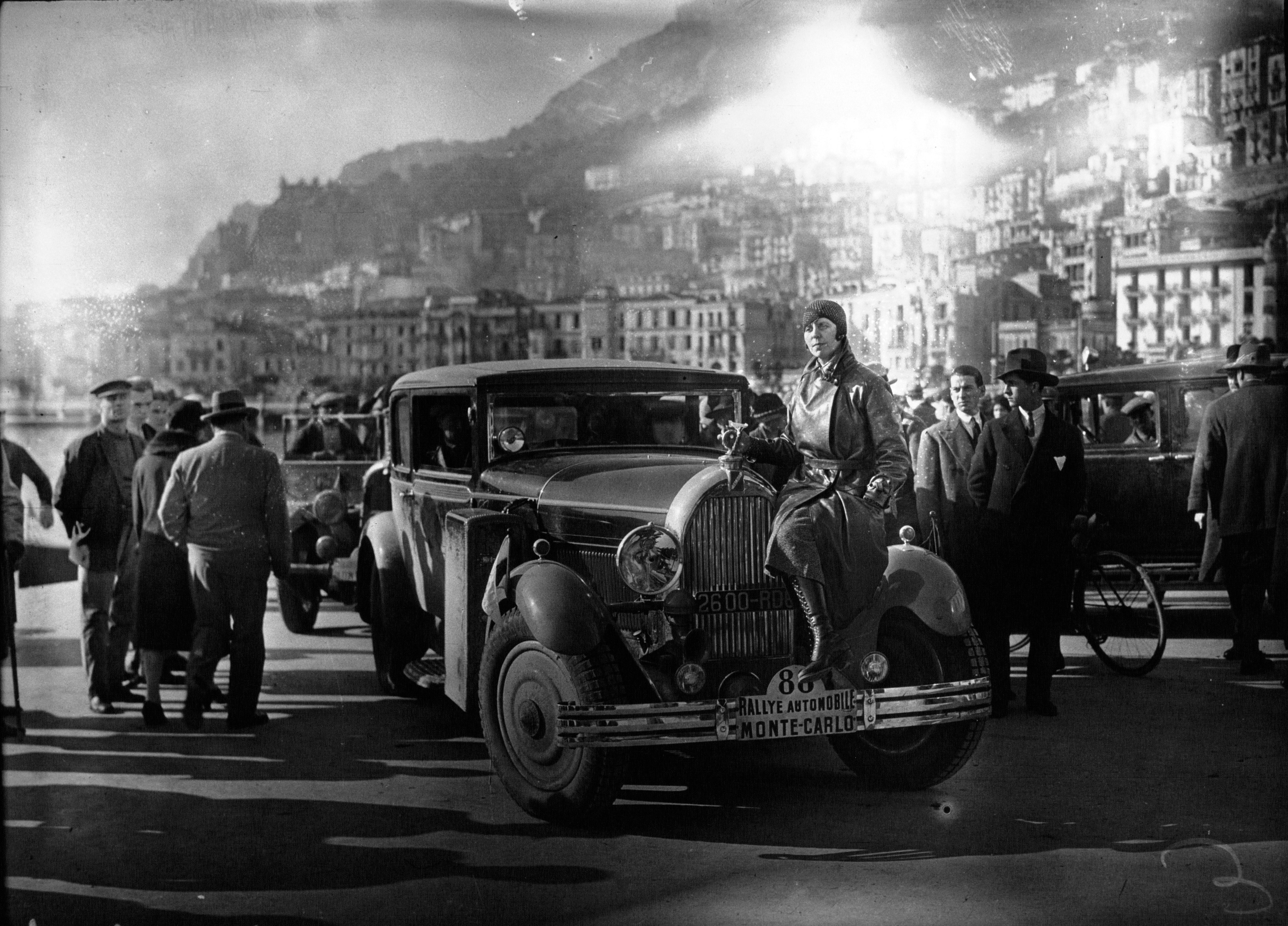
Mme Lucie Schell sur Talbot, posant à l'arrivée de l'épreuve.

## Biographie
Il conduisit pour le compte de la marque automobile française Corre La Licorne, devenue en 1930 première en nombre de véhicules industriels et commerciaux vendus, grâce son important réseau d'agents régionaux.
Pour le Rallye Monte-Carlo 1930, il partit avec deux passagers sur une 5 CV La Licorne, couvrant la plus grande distance (3 510 kilomètres) dans les conditions requises, avec la voiture de la plus petite cylindrée à l'arrivée. Il était parti de Paris par la route pour rejoindre Jassy, en Roumanie, d'où il prit son départ officiel, couvrant ainsi en fait plus de 7 000 kilomètres pour boucler son rallye (115 voitures officiellement partantes).
En juin 1931, il remporta ensuite le Rallye d'Europe de l'Automobile Club d'Allemagne sur la nouvelle Corre La Licorne 6/8 CV, après un départ de Berlin le 21 mai, en passant successivement par Genève, Lisbonne, Barcelonne, Rome, Munich, Raguse, Budapest, Katschberg, pour une arrivée de nouveau à Berlin. La même année il abandonne entre Salonique et Sofia lors du rallye Monte-Carlo, en janvier.

## Palmarès
- Rallye automobile de Monte-Carlo: 1930, sur  Licorne[3] torpédo 2 portes 5 CV de 904 cm3 à peine, partie de Jassy en Roumanie ; à la suite de cet exploit lui sont attribuées :
- la Coupe du Journal
- la Coupe de Régularité
- la Coupe de L'Illustration
- Probable[4] vainqueur du Critérium Paris-Nice 1924 sur Peugeot Type 175 15CV Torpédo Sport, conduite intérieure Weymann (et vainqueur en catégorie 3L.) 
  - 2e du Critérium Paris-Nice 1923 sur Peugeot[5]
  - Il participa également au rallye Monte-Carlo 1931, abandonnant alors sur Renault Nervastella.